# Branko Babić
Branko Babić (ur. 11 września 1950) – serbski trener piłkarski.

## Kariera trenerska
Pracował jako trener w Mito HollyHock, Čukarički, OFK Beograd, Budućnost Podgorica, FK Vojvodina, Persis Solo i Gyeongnam FC.